# パルナイバ (U17)
パルナイバ（ポルトガル語: Parnaíba, U-17）は、ブラジル海軍の河川砲艦 (River monitor) 。マットグロッソ小艦隊に配属され、広大なアマゾン川および支川流域の警備にあたっている。

## 概要
建造はリオデジャネイロ海軍工廠（AMRJ）において行われ、1936年6月11日に起工、1937年9月2日に進水し、1938年3月9日に就役した。2020年時点でブラジル海軍現役艦艇中最古の艦である。
舷側および甲板には、部分的に装甲が施されている。当初、主機関としては、ソーニクロフト社製の3段膨張式レシプロ蒸気機関（計1,300馬力）を搭載していた。兵装も、当初は4.7インチ砲1門、47mm砲2門、20mm機銃6門を装備しており、1960年に4.7インチ砲をMk.22 50口径3インチ緩射砲に換装するとともに、40mm機銃2門を追加装備した。
1990年代において、「ポルト・エスペランサ」に更新されて退役する予定であったが、この計画は撤回された。このことから、1998年1月から1999年5月5日にかけて、ラダーリオ海軍基地で大規模な改修工事が行われた。これによって、主機関をディーゼルエンジンに換装するとともに、ニテロイ級フリゲートの改修に伴い撤去された70口径40mm単装機銃が転用されて搭載された。また艦尾上に架するかたちでヘリコプター甲板が新設された。ここでは、UH-12小型ヘリコプターに対し、給油および再武装を行うことができる。